# Johan V av Portugal
Johan V, portugisiska João V, född 22 oktober 1689 i Lissabon i Portugal, död 31 juli 1750 i Lissabon, var kung av Portugal från 1706 till 1750. Han var son till Peter II av Portugal och Maria Sofia av Neuburg. 
Johan var en svag regent i sin inrikespolitik. Utrikespolitiskt stödde han sig på en allians med Storbritannien. 1748 fick han titeln Allra trognaste konung av påven Benedikt XIV.
Johan V gifte sig 9 juli 1708 i Neuburg an der Donau med ombud och 27 oktober personligen i Lissabon med ärkehertiginnan Maria Anna av Österrike (1683–1754), dotter till kejsar Leopold I och hans hustru Eleonora av Pfalz-Neuburg. Han var känd för sina många utomäktenskapliga förhållanden, av vilka det mest omtalade var det med nunnan Paula de Odivelas.

## Barn
1. Barbara (1711–1758), gift med Ferdinand VI av Spanien
2. Pedro, prins av Brasilien (1712–1714)
3. Josef I (1714–1777)
4. Carlos (1716–1736)
5. Peter III (1717–1786)
6. Alexandre (1723–1728)

Johan V hade dessutom fyra illegitima barn.